# Серенада (Техас)
Серенада (англ. Serenada) — переписна місцевість (CDP) в США, в окрузі Вільямсон штату Техас. Населення — 2098 осіб (2020).

## Географія
Серенада розташована за координатами 30°42′35″ пн. ш. 97°41′39″ зх. д. / 30.70972° пн. ш. 97.69417° зх. д. (30.709812, -97.694036).  За даними Бюро перепису населення США в 2010 році переписна місцевість мала площу 7,73 км², з яких 7,71 км² — суходіл та 0,02 км² — водойми. В 2017 році площа становила 6,70 км², з яких 6,69 км² — суходіл та 0,01 км² — водойми.

## Демографія
Згідно з переписом 2010 року, у переписній місцевості мешкала 1641 особа в 627 домогосподарствах у складі 525 родин. Густота населення становила 212 осіб/км².  Було 638 помешкань (83/км²).
Расовий склад населення:
| - 95,9 % — білих - 0,6 % — чорних або афроамериканців - 0,3 % — азіатів - 0,2 % — корінних американців - 0,1 % — вихідців з тихоокеанських островів - 1,6 % — осіб інших рас |

До двох чи більше рас належало 1,3 %. Частка іспаномовних становила 6,6 % від усіх жителів.
За віковим діапазоном населення розподілялося таким чином: 20,4 % — особи молодші 18 років, 58,2 % — особи у віці 18—64 років, 21,4 % — особи у віці 65 років та старші. Медіана віку мешканця становила 50,6 року. На 100 осіб жіночої статі у переписній місцевості припадало 100,1 чоловіків;  на 100 жінок у віці від 18 років та старших — 93,9 чоловіків також старших 18 років.
Середній дохід на одне домашнє господарство  становив 119 660 доларів США (медіана — 91 042), а середній дохід на одну сім'ю — 127 482 долари (медіана — 95 710). За межею бідності перебувало 4,0 % осіб, у тому числі 0,0 % дітей у віці до 18 років та 4,6 % осіб у віці 65 років та старших.
Цивільне працевлаштоване населення становило 628 осіб. Основні галузі зайнятості: освіта, охорона здоров'я та соціальна допомога — 19,9 %, публічна адміністрація — 12,9 %, мистецтво, розваги та відпочинок — 12,7 %.